# 포화 속의 텔아비브
포화 속의 텔아비브(Tel Aviv Al HaEsh, Tel Aviv on Fire)는 프랑스에서 제작된 사메 조아비 감독의 2018년 코미디, 드라마, 멜로/로맨스 영화이다. 카이스 나시프 등이 주연으로 출연하였다.

## 출연

### 주연
- 카이스 나시프
- 루브나 아자발
- 나딤 사왈하
- 마이사 압드 엘하디